# Kondàkovo
Kondàkovo (en rus: Кондаково) és un poble de l'óblast de Vladímir, a Rússia, segons el cens del 2010 tenia 160 habitants. Pertany al districte municipal de Mélenki.